# Visla
Visla (polj. Wisła, njem. Weichsel, lat. Vistula) najduža je rijeka u Poljskoj i 9. najduža rijeka u Europi, ukupne dužine 1 047 klometara. Sljev Visle prostire se kroz tri države i pokriva 193 960 km², od čega se 168 868 km² nalazi u Poljskoj.
Visla izvire iz planine Barania Góra na jugu Poljske na 1 107 metara nadmorske visine u Šleskim Beskidima (zapadni dio Karpata) iz dva odvojena izvora: Bijela Vislica (Biała Wisełka) i Crna Vislica (Czarna Wisełka). Visla protječe kroz najveće gradove Poljske, Kraków, Sandomierz, Varšavu, Płock, Włocławek, Toruń, Bydgoszcz, Świecie, Grudziądz, Tczew i Gdanjsk. Ulijeva se u Vislansku lagunu ili Vislanski zaljev (Zalew Wiślany) ili izravno u Gdanjski zaljev u Baltičkom moru s razvijenom deltom od šest glavnih ogranaka (Leniwka, Przekop, Śmiała Wisła, Martwa Wisła, Nogat i Szkarpawa).
Rijeka je česti motiv u poljskoj umjetnosti i narodnoj kulturi, snažno je vezana za poljsku povijest i nacionalni identitet. Najvažniji je plovni put u Poljskoj i prirodni simbol zemlje, a naziv "zemlja Visle" (polj. kraj nad Wisłą) koristi se kao sinonim za Poljsku.

## Etimologija
Ime Vistula prvi se put pojavljuje u pisanom zapisu Pomponija Mele (3.33) 40. godine nove ere. Plinije u svom djelu Prirodoslovlja 77. godine imenuje rijeku Vistla (4.81, 4.97, 4.100). Korijen imena Vistula dolazi iz indoeuropskog *u̯eis- : 'curiti, polako teći' (usp. sanskrt. अवेषन् (avēṣan) "tekli su", staronordijski veisa "sluz") i pojavljuje se u mnogim europskim nazivima rijeka (npr. Weser, Viesinta). Deminutivni nastavci -ila, -ula, pojavljuju se u mnogim indoeuropskim jezicima, uključujući i latinski (vidi Kaligula, Ursula).
U svojim pisanim djelima o rijeci i njezinim narodima, Ptolomej koristi grčki naziv Ouistoula. Drugi antički izvori navode ime Istula. Rimski povjesničar Amijan Marcelin spomenuo je Bisulu (Knj 22.) 380-ih godina. Povjesničar Jordan u 6. stoljeću u svojem djelu Getica (5 i 17) koristi naziv Viscla.
Anglosaksonska pjesma Widsith odnosi se na Wistlu. Poljski srednjovjekovni kroničar Wincenty Kadłubek iz 12. stoljeća latinizirao je ime rijeke u Vandalus, oblik koji je vjerojatno pod utjecajem litavskog vanduõ što znači "voda". Jan Długosz (1415. – 1480.) u svojim Annales seu cronicae incliti regni Poloniae neizravno ukazuje na rijeku: "od istočnih naroda, poljskog istoka, od sjaja vode Bijela voda... tako nazvana" (Alba aqua), možda se odnosi na Bijelu Vislicu (Biała Wisełka).
Tijekom povijesti rijeka je imala slična imena na različitim jezicima: njemački: Weichsel, donjonjemački: Wießel, nizozemski: Wijsel, jidiš: ווייסל‎ [vajsl̩] i ruski: Висла.

## Geografija
Visla se dijeli na tri dijela: gornja Visla obuhvaća tok od izvora do grada Sandomierza, središnja Visla od Sandomierza do ušća Nareva i Buga u Vislu i donja Visla od ušća Nareva do mora.
Sliv rijeke Visle proteže se na 194 424 km²  (samo u Poljskoj 168 700 km²), a njegova prosječna nadmorska visina je 270 metara nadmorske visine. Većina njezina riječnog sliva (55%) teče na 100 do 200 metara nadmorske visine, a tri četvrtine sliva teče u rasponu od 100 do 300 m nadmorske visine. Najviša točka riječnog sliva nalazi se na 2 655 m (vrh Gerlach u Tatrama). Jedna od značajki sliva rijeke Visle je njezina asimetričnost, što je u velikoj mjeri posljedica nagiba središnjeg dijela Europske nizine prema sjeverozapadu, smjera toka ledenjačkih voda i toka njezina starijeg korita. Asimetrija riječnog sliva (s desna na lijevu stranu) iznosi 73% naspram 27%.

## Geologija
Geološka povijest rijeke Visle i njezine doline stara je preko 2 milijuna godina. Rijeka je povezana s geološkim razdobljem kvartara, u kojem je došlo do izrazitog zahlađenja klime. U posljednjih milijun godina, ledeni pokrivač je osam puta zahvaćao područje današnje Poljske, što je uzrokovalo višestruke promjene toka rijeke. U toplijim razdobljima, kada se ledeni pokrivač povlačio, Visla se produbljivala i širila svoju dolinu. Rijeka je svoj današnji oblik dobila u posljednjih 14 000 godina, nakon potpunog povlačenja skandinavskog ledenog pokrivača s tog područja. Trenutno, uz dolinu Visle još uvijek dolazi do erozije obala i prikupljanja novih sedimenata.

Kao glavna rijeka Poljske, Visla je također u središtu Europe. Tri glavne geografske i geološke kopnene mase kontinenta susreću se u njenom riječnom slivu: Istočnoeuropska nizina, područje uzvisina i niskih planina Zapadne Europe i alpska zona visokih planina kojoj pripadaju Alpe i Karpati. Visla izvire u Karpatima, a tok i karakter rijeke oblikovali su ledeni pokrivači koji su se spuštali sa Skandinavskog poluotoka. Posljednji ledeni pokrivač ušao je na područje Poljske prije oko 20 000 godina. S dolaskom toplijeg razdoblja, drevna Visla ili "pra-Wisła" tražila je najkraći put do mora, te se prije više tisuća godina ulijevala u Sjeverno more negdje na geografskoj širini suvremene Škotske. Klima doline Visle, njezine biljke, životinje i sam karakter znatno su se promijenili tijekom povlačenja ledenjaka.
- Biała Wisełka
- Izvor Bijeli Dunajec i jezero Morskie Oko.
- Poplava Visle južno od Varšave 2004. godine.
- "Vislanska obala", ulje na platnu Bogdana Cierpisza 1898.

## Veći gradovi
|                           | Pritok                                                              |
| ------------------------- | ------------------------------------------------------------------- |
| Wisła (Šlesko vojvodstvo) | izvor rijeke: Biała Wisełka i Czarna Wisełka                        |
| Ustroń                    |                                                                     |
| Skoczów                   | Brennica                                                            |
| Strumień                  | Knajka                                                              |
| Goczałkowice-Zdrój        |                                                                     |
| Czechowice-Dziedzice      | Biała                                                               |
| Brzeszcze                 | Vistula, Soła                                                       |
| Oświęcim                  | Soła                                                                |
| Zator                     | Skawa                                                               |
| Skawina                   | Skawinka                                                            |
| Krakov                    | Sanka, Rudawa, Prądnik, Dłubnia, Wilga (većina pretvorena u kanale) |
| Niepołomice               |                                                                     |
| Nowe Brzesko              |                                                                     |
| Nowy Korczyn              | Nida                                                                |
| Opatowiec                 | Dunajec                                                             |
| Szczucin                  |                                                                     |
| Połaniec                  | Czarna                                                              |
| Baranów Sandomierski      | Babolówka                                                           |
| Tarnobrzeg                |                                                                     |
| Sandomierz                | Koprzywianka, Trześniówka                                           |
| Zawichost                 |                                                                     |
| Annopol                   | Sanna                                                               |
| Józefów nad Wisłą         |                                                                     |
| Solec nad Wisłą           |                                                                     |
| Kazimierz Dolny           | Bystra                                                              |
| Puławy                    | Kurówka                                                             |
| Dęblin                    | Wieprz                                                              |
| Magnuszew                 |                                                                     |
| Wilga                     | Wilga                                                               |
| Góra Kalwaria             | Czarna                                                              |
| Karczew                   |                                                                     |
| Otwock, Józefów           | Świder                                                              |
| Konstancin-Jeziorna       | Jeziorka                                                            |
| Varšava                   | Żerański kanal (obuhvaća mnoštvo manjih tokova)                     |
| Łomianki                  |                                                                     |
| Legionowo                 |                                                                     |
| Modlin                    | Narev                                                               |
| Zakroczym                 |                                                                     |
| Czerwińsk nad Wisłą       |                                                                     |
| Wyszogród                 | Bzura                                                               |
| Płock                     | Słupianka, Rosica, Brzeźnica, Skrwa Lewa, Skrwa Prawa               |
| Dobrzyń nad Wisłą         |                                                                     |
| Włocławek                 | Zgłowiączka                                                         |
| Nieszawa                  | Mień                                                                |
| Ciechocinek               |                                                                     |
| Toruń                     | Drwęca, Bacha                                                       |
| Solec Kujawski            |                                                                     |
| Bydgoszcz                 | Brda (kanalizirana)                                                 |
| Chełmno                   |                                                                     |
| Świecie                   | Wda                                                                 |
| Grudziądz                 |                                                                     |
| Nowe                      |                                                                     |
| Gniew                     | Wierzyca                                                            |

## Delta
Rijeka tvori široku deltu zvanu Żuławy Wiślane. Delta trenutno počinje oko Białe Góre kod Sztuma, oko 50 km od ušća, na mjestu gdje se odvaja rijeka Nogat. Nogat se odvaja kao zasebna rijeka pod nazivom (na ovoj karti) Alte Nogat (Stari Nogat) južno od Kwidzyna, ali sjevernije preuzima dio vode iz poprečne veze s Vislom i postaje njezin rukavac, te teče dalje prema sjeveroistoku i slijeva se u Vislanski zaljev (poljski: Zalew Wiślany) s malom deltom. Nogat je nekada bio dio granice između Istočne Pruske i međuratne Poljske. Drugi Vislin kanal ispod ove točke ponekad se naziva Leniwka.
Razne su pojave (obilne kiše, otapanja snijega, zastoji leda) uzrokovale mnoge teške poplave Visle tijekom stoljeća. Zemljište na tom području ponekad je opustjelo zbog velikih poplava, da bi se kasnije ponovo naselilo.
Prema studijama o poplavama koje je proveo profesor Zbigniew Pruszak, drugim studijama znanstvenika koji su sudjelovali na poljskoj Završnoj međunarodnoj ASTRA konferenciji i predviđanjima klimatskih znanstvenika na pred-summitu o klimatskim promjenama u Kopenhagenu vrlo je vjerojatno da će do 2100. godine većina regije delte Visle biti poplavljena zbog porasta razine mora uzrokovanog klimatskim promjenama.

## Pritoci
Popis desnih i lijevih pritoka s obližnjim gradom, od izvora do ušća:
| Desni pritoci - Brennica – Skoczów - Iłownica - Biała – Czechowice-Dziedzice - Soła - Skawa – Zator - Skawinka – Skawina - Wilga – Kraków - Drwinka - Raba - Gróbka - Uszwica - Kisielina - Dunajec - Breń - Brnik - Wisłoka - Babulówka – Baranów Sandomierski - Trześniówka – Sandomierz - Łęg – Sandomierz - San - Sanna – Annopol - Wyżnica – Józefów - Chodelka - Bystra – Bochotnica - Kurówka – Puławy - Wieprz – Dęblin - Okrzejka - Promnik - Wilga – Wilga - Świder – Otwock, Józefów - Kanał Żerański – Varšava - Narev – Nowy Dwór Mazowiecki - Mołtawa - Słupianka – Płock - Rosica – Płock - Brzeźnica – Płock - Skrwa Prawa – Płock - Mień – Nieszawa - Drwęca – Toruń - Bacha – Toruń - Struga - Osa – Grudziądz - Liwa |  | Lijevi pritoci - Knajka – Strumień - Pszczynka - Gostynia - Przemsza – Chełmek - Chech - Rudno - Sanka – Krakov - Rudawa – Krakov - Prądnik – Krakov - Dłubnia – Krakov - Roporek – Nowe Brzesko - Szreniawa - Nidzica - Nida – Nowy Korczyn - Strumień - Czarna – Połaniec - Koprzywianka – Sandomierz - Opatówka - Kamienna - Krępianka – Solec nad Wisłą - Iłżanka - Zwoleńka - Plewka – Janowiec - Zagożdzonka – Kozienice - Radomka - Pilica – Warka - Czarna – Góra Kalwaria - Jeziorka – Konstancin-Jeziorna - Bzura – Wyszogród - Skrwa Lewa – Płock - Zgłowiączka – Włocławek - Tążyna - Zielona - Brda – Bydgoszcz - Wda – Świecie - Wierzyca – Gniew - Motława – Gdanjsk - Radunia – Gdanjsk |

## Riječni promet
Visla je plovna od Baltičkog mora do grada Bydgoszcza (gdje se kanal Bydgoszcz spaja s rijekom). Visla može primiti manja riječna plovila CEMT klase II. Uzvodno se dubina rijeke smanjuje. Premda postoji projekt povećanja plovnosti rijeke uzvodno od Varšave izgradnjom niza brodskih prevodnica u Krakovu i okolici, ovaj projekt nije dalje razvijan, tako da je plovnost Visle i dalje ograničena. Potencijal rijeke bi se znatno povećao ako bi se obnovila veza istok-zapad preko plovnih putova Narev – Bug – Mukhovets – Pripjat – Dnjepar. Promjenjivost ekonomske važnosti različitih dijelova Europe može učiniti ovu opciju vjerojatnijom.
Visla je sjeverni dio predloženog plovnog puta E40, koji se nastavlja na istok u rijeku Bug, povezujući Baltičko s Crnim morem.

## Povijesni značaj
Velika područja porječja Visle nastanjivale su željeznodobne lužičke i przevorske kulture u prvom tisućljeću pr. Kr. Genetska analiza pokazuje da postoji neprekinuti genetski kontinuitet stanovništva tog područja u posljednjih 3500 godina. Porječje Visle, zajedno sa slivovima Rajne, Dunava, Labe i Odre, rimski su autori iz 1. stoljeća nazvali Magna Germania. To ne znači da su stanovnici etnički bili "germanski narodi" u modernom smislu te riječi. Tacit ih naziva Venetima, Peucinima i Fenima, te navodi da nije siguran bi li ih trebao nazivati Germanima, jer su bili sjedilački narod i borili se pješice, ili Sarmatima jer imaju neke tipične običaje Sarmata. Ptolomej je u 2. stoljeću opisao Vislu kao granicu između Germanije i Sarmatije.
Put Baltičko more – Visla – Dnjepar – Crno more sa svojim rijekama nekada se nazivao Jantarski put i bio je jedan od najstarijih trgovačkih puteva kojim se trgovalo jantarom i drugim predmetima iz sjeverne Europe u Grčku, Aziju, Egipat i drugdje.
Ušće Visle naselili su Slaveni u 7. i 8. stoljeću. Na temelju arheoloških i lingvističkih nalaza pretpostavlja se da su se ti doseljenici kretali prema sjeveru uz rijeku Vislu. To je, međutim, u suprotnosti s drugom hipotezom koju podupiru neki istraživači koji tvrde da su se Veleti kretali od delte Visle prema zapadu.
Počevši od 8. stoljeća, brojna zapadnoslavenska poljska plemena formirala su manje dominione, od kojih su se neki kasnije spojili u veće. Među plemenima navedenim u dokumentu Bavarskog geografa iz 9. stoljeća spominju se Vistulani (Wiślanie) u južnoj Poljskoj. Kraków i Wiślica bili su njihova glavna središta.
Uz Vislu i početke poljske državnosti vežu se mnoge poljske legende. Jedna od najdugovječnijijih i najpoznatijih je ona o princezi Wandi "co nie chciała Niemca" ("koja je odbila Nijemca"). Prema najpopularnijoj inačici legende koju je u 15. stoljeću proširio povjesničar Jan Długosz, Wanda, kći kralja Kraka, nakon očeve smrti postala je kraljica Poljaka. Odbila se udati za njemačkog princa Rytigiera (Rüdigera) koji se uvrijedio i pokrenuo ratni pohod na Poljsku, ali je poražen. Međutim, Wanda je počinila samoubojstvo utopivši se u rijeci Visli, kako se ne bi morala udati i tako je osigurala da Nijemci nikad neće dobiti njezinu zemlju.

### Glavni trgovački put
Stotinama godina rijeka je bila jedna od glavnih trgovačkih arterija Poljske, a dvorci na njezinim obalama bili su vrlo cijenjeni posjedi. Sol, drvo, žito i građevinski kamen bili su među robom koja se između 10. i 13. stoljeća najviše prevozila tim putem.
U 14. stoljeću donju Vislu kontrolirao je Teutonski viteški red, kojeg je 1226. pozvao Konrad I. Mazovski u pomoć u borbi s poganskim Prusima na granici svojih posjeda. Godine 1308. Teutonski vitezovi zauzeli su dvorac u Gdanjsku i pobili stanovništvo. Od tada je ta događaj poznat kao pokolj u Gdanjsku. Red je naslijedio grad Gniew od Sambora II i tako se učvrstio na lijevoj obali Visle. Na obalama Visle nižu se brojne žitnice i skladišta izgrađena u 14. stoljeću U 15. stoljeću grad Gdanjsk je uvelike dobio na važnosti u baltičkom području kao trgovačko središte i lučki grad. U to vrijeme okolne zemlje su naseljavali Pomeranci, ali Gdanjsk je ubrzo postao polazište za njemačko naseljavanje ove pretežno vistulanske zemlje.
Neposredno prije svog vrhunca 1618. obujam trgovine je porastao dvadeset puta u odnosu na 1491. Ovaj je rast evidentan kada se promatra količina žitarice u tonama kojom se trgovalo na rijeci u nekim ključnim godinama: 1491.: 14 000; 1537.: 23 000; 1563.: 150 000; 1618.: 310 000.
U 16. stoljeću najveći dio izvezene žitarice odlazio je iz Poljske preko Gdanjska u baltički bazen, koji je zbog svog položaja na ušću Visle i njezinih pritoka te zbog svoje trgovačke uloge kao luka na Baltiku postao najbogatiji, najrazvijeniji i daleko najveći centar obrta i proizvodnje, te najsamostalniji od svih poljskih gradova. Ta gotovo potpuni monopol Gdanjska u vanjskoj trgovini negativno je utjecao na razvoj drugih gradova. Tijekom vladavine Stjepana Báthoryja Poljska je vladala dvjema glavnim lukama na Baltičkom moru: Gdanjskom koji je kontrolirao trgovinu rijekom Vislom i Rigom koja je kontrolirala trgovinu Zapadnom Dvinom. Oba grada bila su među najvećima u zemlji. Oko 70% izvoza iz Gdanjska činilo se žito.
Žito je također bila najveća izvozna roba Poljsko-Litavske Unije. Količina žitarica kojima se trguje može se smatrati dobrim pokazateljem gospodarskog rasta ove državne zajednice.
Vlasnik folvarka (feudalnog posjeda u Poljskoj) obično je potpisivao ugovor o otpremi žitarica u Gdanjsk s lokalnim trgovcima koji su kontrolirali 80% ove unutarnje trgovine. Mnoge su se rijeke u Poljsko-Litavskoj uniji koristile za riječni prijevoz, uključujući i Vislu, koja je imala relativno dobro razvijenu infrastrukturu s riječnim lukama i žitnicama. Većina riječnog brodovlja putovala je na sjever, prijevoz prema jugu bio je manje isplativ, a teglenice i splavi često su se prodavali u Gdanjsku za drvnu građu.
Kako bi se spriječile učestale poplave na donjem toku Visle, pruska je vlada od 1889. do 1895. izgradila umjetni kanal dugačak oko 12 kilometara istočno od Gdanjska (njemački naziv: Danzig), poznat kao Przekop Wisły (njemački: Weichseldurchstich), koji je funkcionirao kao ogromna brana, preusmjeravajući velik dio toka Visle izravno u Baltik. Kao rezultat toga, povijesni kanal Visle kroz Gdanjsk izgubio je veći dio svog toka i nakon toga je bio poznat kao Mrtva Visla (njemački: Tote Weichsel; poljski: Martwa Wisła). Njemačke su države su stekle potpunu kontrolu nad regijom 1795. – 1812. (vidi: Podjele Poljske) i tijekom svjetskih ratova 1914. – 1918. i 1939. – 1945.
Od 1867. do 1917. Kraljevina Poljska pala je pod rusku carističku upravu, koja je naziva u Vislanskom zemljom nakon sloma Siječanjskog ustanka (1863. – 1865.).

Rijeka Visla je u to doba spojena s rijekom Dnjepar, a odatle i s Crnim morem preko Augustówskog kanala, tehnološkog čuda s brojnim ustavama koje su pridonijele njenoj estetskoj privlačnosti. Bio je to prvi plovni put u srednjoj Europi koji je omogućio izravnu vezu između dvije velike rijeke, Visle i Njemena. Omogućavao je vezu s Crnim morem prema jugu preko Oginskog kanala, rijeke Dnjepar, kanala Berezina i rijeke Dvine.

U to doba gotovo 75% voda na teritoriju Poljske drenirano je u Vislu i prema sjeveru u Baltičko more. Ukupna površina drenažnog sliva Visle unutar granica Druge Poljske Republike iznosila je 180 300 km², od toga je sliv Njemena iznosio 51.600 km², Odre 46.700 km² i Daugave 10.400 km².

### Drugi svjetski rat
U sklopu Poljske rujanske kampanje vodile su se bitke za kontrolu ušća Visle i grada Gdanjska u blizini riječne delte. Tijekom invazije na Poljsku (1939.), nakon prvih bitaka u Pomereliji, ostaci poljske vojske povukli su se na južnu obalu Visle. Nakon nekoliko dana obrane Toruńa, poljska se vojska se pod pritiskom snaga Trećeg Reicha povukla južnije i sudjelovala u glavnoj bitci kod Bzure .
Sustav koncentracijskih logora Auschwitz nalazio se na ušću rijeke Sole u Vislu. Pepeo ubijenih žrtava Auschwitza bačen je u rijeku.
Tijekom Drugog svjetskog rata ratni zarobljenici iz nacističkog logora Stalag XX-B dobili su zadatak da režu ledene blokove s rijeke Visle. Led bi se zatim kamionima prevozio do lokalnih pivnica.
Varšavski ustanak 1944. planiran je s očekivanjem da će sovjetske snage, koje su se tijekom svoje ofenzive i u punom sastavu probile do suprotne obale Visle napasti nacističke snage i doprinijeti u bitci za Varšavu. Sovjeti su, međutim, iznevjerili Poljake i zaustavili svoje napredovanje kod Visle, a u radijskim emisijama prikazali varšavske pobunjenike kao zločince.
Tek je početkom 1945. u ofenzivi Visla-Odra Crvena armija prešla Vislu i potisnula njemački Wehrmacht onkraj rijeke Odre u Njemačkoj.